# Ronald Moon
Ronald Tai Young Moon (Honolulu, 4 september 1940 – 4 juli 2022) was een Amerikaans-Hawaïaanse jurist van Koreaanse afkomst. Van 1993 tot 2010 was hij de opperrechter van het Hooggerechtshof van Hawaï in de Verenigde Staten van Amerika.

## Biografie
Zijn grootouders behoorden tot de eerste immigranten uit Korea die zich op Hawaï vestigden. Moon studeerde psychologie en sociologie aan het Coe College in Cedar Rapids (Iowa). Later studeerde hij af in de rechtsgeleerdheid aan de Universiteit van Iowa. In 1965 keerde hij terug naar Honolulu, waar hij, na een jaar als secretaris bij een districtsrechtbank, van 1966 tot 1968 openbaar aanklager was. Daarna werkte hij veertien jaar voor een advocatenkantoor. De gouverneur van Hawaï George Ariyoshi benoemde hem in 1982 tot districtsrechter, en acht jaar later tot rechter in het Hooggerechtshof. Zijn positie als opperrechter werd Moon in 1993 toegewezen. 
Moon gold door richtingbepalende jurisprudentie als een pionier op het gebied van wetgeving en wetshandhaving. Hij was in 1993 de eerste rechter die het recht erkende op een huwelijk tussen mensen van hetzelfde geslacht. Ook zorgde hij ervoor dat zij die het Engels niet machtig zijn, in hun eigen taal toegang hebben tot het recht. Op 31 augustus 2010 ging hij met pensioen. 
Moon overleed op 81-jarige leeftijd.